# Јанис Стрелнијекс
Јанис Стрелнијекс (лет. Jānis Strēlnieks; Талси, 1. септембар 1989) је летонски кошаркаш. Игра на позицијама плејмејкера и бека.

## Биографија
Играо је у млађим категоријама Вентспилса за чији је сениорски тим дебитовао 2007. године и тамо се задржао до новембра 2011. Са Вентспилсом освојио је титулу првака Летоније у сезони 2008/09. Следећи клуб у ком је играо био је Спартак из Санкт Петербурга, а у сезони 2013/14. бранио је боје кијевског Будивељника са којим је тада освојио украјинско првенство. У јулу 2014. прешао је у Брозе Бамберг. Са њима је провео наредне три сезоне и освојио три пута Бундеслигу Немачке и једном Куп Немачке. У јуну 2017. је постао играч Олимпијакоса да би у јулу 2019. прешао у московски ЦСКА. У екипи ЦСКА је провео две сезоне и учествовао је у освајању ВТБ јунајтед лиге за сезону 2020/21. За сезону 2021/22. је потписао уговор са Жалгирисом. Од августа 2022. је играч АЕК-а из Атине.
Играо је за сениорску репрезентацију Летоније на Европским првенствима 2011, 2013, 2015. и 2017. године. Са јуниорским националним тимом освојио је бронзу на Европском првенству 2007. године.

## Успеси

### Клупски
- Вентспилс:
  - Првенство Летоније (1): 2008/09.

- Будивељник:
  - Првенство Украјине (1): 2013/14.

- Брозе Бамберг:
  - Првенство Немачке (3): 2014/15, 2015/16, 2016/17.
  - Куп Немачке (1): 2017.

- ЦСКА Москва:
  - ВТБ јунајтед лига (1): 2020/21.

### Репрезентативни
- Европско првенство до 18 година:  2007.